# Deinopis lamia
Deinopis lamia là một loài nhện trong họ Deinopidae.
Loài này thuộc chi Deinopis. Deinopis lamia được miêu tả năm 1839 bởi Alexander Macleay.